# Законы Плато
Зако́ны Плато́ описывают структуру мыльных пузырей. Эти законы были сформулированы в XIX веке бельгийским физиком Жозефом Плато на основе его экспериментальных наблюдений. Многие закономерности в природе основаны на характеристиках поведения мыльной пены, описываемой этими законами.

## Законы о характеристиках мыльных пузырей
Законы Плато описывают форму и конфигурацию мыльных плёнок следующим образом:
1. Мыльные плёнки формируются из цельных (неразрывных) гладких поверхностей;
2. Средняя кривизна[англ.] части мыльной плёнки везде постоянна в любой точке одного и того же фрагмента мыльной плёнки;
3. Мыльные плёнки всегда встречаются тройками вдоль края, называемого границей Плато, под углом arccos(−1/2) = 120°;
4. Границы Плато пересекаются в вершинах по четыре под углом arccos(−1/3) ≈ 109,47° (тетраэдрический угол).

Конфигурации мыльных пузырей, отличные от описываемых законами Плато, являются нестабильными, и такие мыльные пузыри будут быстро перестраиваться, стремясь соответствовать параметрам стабильности.
То, что законы Плато выполняются для минимальных поверхностей, было математически доказано Джин Тейлор с использованием геометрической теории меры.